# Вана (Іран)
Вана (перс. وانا) — село в Ірані, у дегестані Бала-Ларіджан, у бахші Ларіджан, шагрестані Амоль остану Мазендеран. За даними перепису 2006 року, його населення становило 304 особи, що проживали у складі 89 сімей.

## Клімат
Середня річна температура становить 10,26 °C, середня максимальна – 26,65 °C, а середня мінімальна – -6,97 °C. Середня річна кількість опадів – 239 мм.
| Клімат поселення                              | Клімат поселення | Клімат поселення | Клімат поселення | Клімат поселення | Клімат поселення | Клімат поселення | Клімат поселення | Клімат поселення | Клімат поселення | Клімат поселення | Клімат поселення | Клімат поселення | Клімат поселення |
| Показник                                      | Січ.             | Лют.             | Бер.             | Квіт.            | Трав.            | Черв.            | Лип.             | Серп.            | Вер.             | Жовт.            | Лист.            | Груд.            |                  |
| Середній максимум, °C                         | 2,88             | 4,17             | 7,59             | 14,25            | 19,52            | 23,86            | 26,65            | 26,34            | 22,86            | 17,52            | 11,42            | 6,04             |                  |
| Середня температура, °C                       | −2,06            | −0,74            | 2,67             | 9,34             | 14,59            | 18,93            | 21,58            | 21,27            | 17,78            | 12,46            | 6,35             | 0,98             |                  |
| Середній мінімум, °C                          | −6,97            | −5,67            | −2,25            | 4,40             | 9,68             | 14,03            | 16,52            | 16,21            | 12,72            | 7,39             | 1,28             | −4,09            |                  |
| Норма опадів, мм                              | 31               | 30               | 39               | 26               | 22               | 8                | 5                | 4                | 6                | 21               | 22               | 25               |                  |
| Середньомісячна швидкість вітру, м/с          | 1.72             | 2.26             | 3.02             | 3.23             | 2.89             | 2.31             | 2.18             | 2.32             | 2.23             | 2.30             | 1.88             | 1.67             |                  |
| Середньомісячна сонячна радіація, кДж/м²·день | 9071             | 11734            | 14345            | 17763            | 21421            | 24902            | 24418            | 22719            | 19315            | 14405            | 10847            | 8687             |                  |
| --------------------------------------------- | ---------------- | ---------------- | ---------------- | ---------------- | ---------------- | ---------------- | ---------------- | ---------------- | ---------------- | ---------------- | ---------------- | ---------------- | ---------------- |
| Джерело:                                      |                  |                  |                  |                  |                  |                  |                  |                  |                  |                  |                  |                  |                  |